# UTC+4

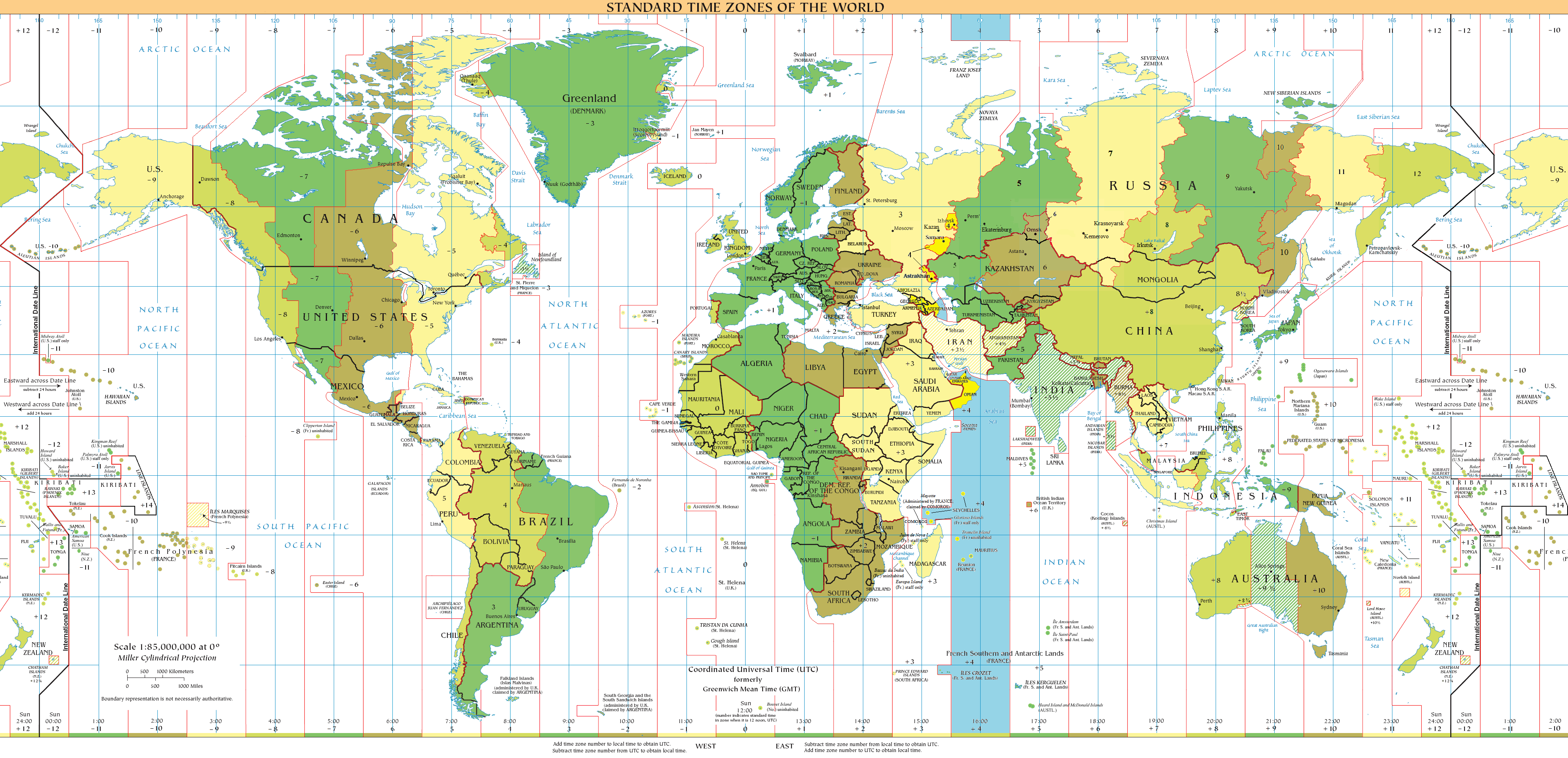
UTC+4: 青-6月前後に適用、黄-通年適用、水色-海域

UTC+4とは、協定世界時を4時間進ませた標準時である。

## 該当地域
- アゼルバイジャン
- アルメニア
- ジョージア（アブハジアと南オセチアを除く）
- セーシェル
- モーリシャス
- レユニオン（フランス領）
- ロシア
  - サマラ時間 - SAMT
- 湾岸標準時 - GST
  -  アラブ首長国連邦
  -  オマーン